# 自由車流速率
自由車流速率(free flow speed)，是一個常見的制定道路速限的方法，是一個處理交通規劃和道路流暢度的一個學說，自由車流速率，其中的自由是指在沒其他車輛阻擋的情況，在不塞車的情況下，進行平均速度的統計，在眾多駕駛人認為安全且流暢的速度進行行駛所做的一份統計，來進行道路速限的制定。一般來說人們經過較窄的車道，會放慢速度行駛，人們會在較大型的車道，會提高速度行駛，普遍來說駕駛人在直線時會提速，在過彎時會減速，在沒有速限的情況下會形成一個道路自然車流速度，而自由車流速率制定的方式就是依照統計出的平均車速去制定。